# ウード (ラーンガウ伯)
ウード（Udo, Graf im Lahngau, fl.860年 - 879年）は、ラーンガウ伯。コンラディン家のラーンガウ伯ゲープハルトの息子。861年の文書において、ウードとその兄弟はセネシャルであったアダラール1世の「propinqui（近親者）」と記されている。

## 生涯
父ゲープハルトは東フランク王ルートヴィヒ2世と良好な関係であったが、ウードとその兄弟は王に対する陰謀に参加し、その結果西フランク王シャルル2世のもとへ逃亡した。ルートヴィヒ2世はレーゲンスブルク議会においてウードらから領地を没収し、その後ルートヴィヒとロタール2世の同盟によりアダラール1世ともども中王国を去ることを余儀なくされるまで、ウードらは親戚のアダラール1世のいる中王国に赴いた。アダルハルトは西フランク王妃エルマントルドの母方の叔父であったため、親族であるウードらを西フランクの宮廷まで安全に護送することができ、そこでシャルル2世から領地を与えられた。しかし865年にアダルハルトとウードらは、おそらくノルマン人との戦いにおける失敗のため、王の支持を失った。西フランクに逃亡したウードらに連絡を取り、地位と領地の復帰を約束したのは、ルートヴィヒ2世の息子であるルートヴィヒ3世だけであった。
ルートヴィヒ2世は876年に死去したがルートヴィヒ3世はその約束を守ったようであり、879年に東フランクのヴェスターヴァルトのケッテンバッハ/ゲミュンデンにある聖セウェルス修道院の創建書簡にウードとその兄弟らについてウードの父とともに触れられているが、この記述がウードらに関する現存する最後の記録である。
研究によりオルレアン伯ウードがウードらの父方の祖父であるとされている。これにより、オルレアン伯ウードの娘であった西フランク王妃エルマントルドはウード（とその兄弟）の叔母となり、アダラール1世はウードの祖母インゲルトルート（オルレアン伯ウードの妻）の兄弟としてウードらの大叔父ということとなり、これがウードがアダラールの近親者であることとウードが西フランク宮廷で受け入れられた理由の裏付けとなっている。

## 結婚と子女
ウードはヴェルフ家のオセール伯コンラート1世の娘と結婚し、西フランク宮廷とのつながりが強化された。この結婚によりウードはサン＝ジェルマン修道院長ユーグの義兄弟、ロベール豪胆公の妃アデライードの婿、東フランク王妃エンマの義理の甥となった。また、この結婚でヴェルフ家に伝わるコンラートおよびルドルフの名がウードの家系に伝わり、東フランクおよび神聖ローマ帝国の王族の名として用いられるようになった。ウードには以下の息子がいた。
- コンラート（906年没） - 上ラーンガウ伯
- エーバーハルト（939年没） - 下ラーンガウ伯
- ゲープハルト（910年没） - ロートリンゲン公
- ルドルフ（908年没） - ヴュルツブルク司教